# Buzançais
 Buzançais  es una población y comuna francesa, en la región de  Centro, departamento de Indre, en el distrito de Châteauroux y cantón de Buzançais.

## Demografía
| 4835 | 5140 | 5214 | 4972 | 4749 | 4581 |
| Para los censos de 1962 a 1999 la población legal corresponde a la población sin duplicidades (Fuente: INSEE [Consultar]) |      |      |      |      |      |